# Несмиянов, Александр Александрович
Несмиянов Александр Александрович (1912 — ?) — советский офицер-пехотинец, в годы Великой Отечественной войны — командир батальона 690-го стрелкового полка 126-й стрелковой дивизии. Трижды представлялся к присвоению звания Герой Советского Союза. «Халық Қаһарманы» (Народный герой Казахстана) (6 мая 2022 года, посмертно). Майор.

## Биография
Родился в 1912 году в селе Малая-Сосновка Чарышского района Алтайского края.
Призван в Красную Армию в 1934 году в Зыряновском районе Восточно-Казахстанской области Зыряновским РВК.
Войну встретил на Дальнем Востоке, где служил в 81-м отдельном пулемётном батальоне 105-го (Гродековского) укрепленного района.
На фронте с 1942 г.
3 ноября 1943 года в боях за Крым несмотря на шквальный огонь противника капитан Несмиянов поднял свой батальон в атаку и овладел участком Турецкого вала. Уничтожены 2 автоматические пушки, пять 82-миллиметровых минометов и более 150 солдат и офицеров противника. Ворвавшись первым на вал, Несмиянов  в бою против 20 немцев, уничтожил из автомата 13 немцев, остальных обратил в бегство.
Представлен к званию Героя Советского Союза 7 ноября 1943 года, но награжден орденом Кутузова 3-й степени.
8 апреля 1944 года при прорыве сильно укрепленной обороны противника в районе города Армянска у трех курганов батальон Несмиянова обошел противника, атаковал его с тыла, отвлек на себя основной удар, дал возможность соседнему батальону прорвать линию укрепления. Заменив вышедших из строя командиров рот, майор Несмиянов возглавил штурм господствующей высоты 14,9, первым ворвался на нее и был тяжело ранен. Но не покинул поле боя и организовал оборону против контратаки 12 вражеских танков. Уничтожив 3 танка, батальон Несмиянова ворвался в Армянск и очистил его от оккупантов.
Представлен к званию Героя Советского Союза 20 апреля 1944 года, награжден орденом Красного Знамени.
9 октября 1944 года с марша товарищ Несмиянов вступил в бой с противником, закрепившимся в районе реки Юра. Противник ведя ураганный огонь по подступам к обороне стремился задержать продвижение наших частей. Товарищ Несмиянов учитывая неравные силы, лично сам повел бойцов в атаку и к рассвету 10 октября выбил противника из укрепрайона. Батальон первым пересек границу Восточной Пруссии, отбил железнодорожную станцию Шамай Кемен. При этом захвачено два эшелона, более 300 автомашин с продовольствием и вещевым имуществом. Несмиянов в этом бою лично захватил 32 пленных и 7 автомашин.  11 октября 1944 года получив боевую задачу батальон Несмиянова, вышел в район Огельн и выполнил поставленную задачу. Несмотря на отсутствие поддерживающей артиллерии, удержал занятые рубежи и уничтожил при этом более 160 солдат и 28 огневых точек противника.
Представлен к званию Героя Советского Союза 11 октября 1944 года, награжден орденом Александра Невского.
В апреле 1946 года уволен в запас.
Год и дата смерти не установлены (скончался не ранее 1985 года).

## Награды
- «Халық Қаһарманы» (Народный герой) (6 мая 2022 года, посмертно)[5];
- Орден «Отан» (6 мая 2022 года, посмертно);
- Орден Красного Знамени (11.05.1944)
- Орден Кутузова III степени (11.12.1943)
- Орден Александра Невского (28.10.1944)
- Орден Отечественной войны I степени (06.04.1985)
- Медаль «За боевые заслуги» (06.11.1945)
- Медаль «За оборону Сталинграда» (22.12.1942)
- Медаль «За победу над Германией в Великой Отечественной войне 1941–1945 гг.» (09.05.1945)
- ряд других медалей СССР